# Yoshikazu Nagai
Yoshikazu Nagai (jap. 永井 良和, Nagai Yoshikazu; * 16. April 1952 in Urawa (heute: Saitama)) ist ein ehemaliger japanischer Fußballspieler.

## Nationalmannschaft
1971 debütierte Nagai für die japanische Fußballnationalmannschaft. Nagai bestritt 69 Länderspiele und erzielte dabei neun Tore.

## Errungene Titel
- Japan Soccer League: 1976, 1985/86
- Kaiserpokal: 1976

## Persönliche Auszeichnungen
- Japan Soccer League Best Eleven: 1971, 1976, 1977, 1978, 1985/86